# Леберехт Карл Олександрович
Карл Олександрович Леберехт (1749–1827) — російський медальєр і гравер на твердому камені німецького походження. У 1799—1827 роках — головний медальєр Петербурзького монетного двору, статський радник.

## Життєпис
Народився 1749 року в місті Майнінгені, столиці герцогства Саксен-Майнінген.
Переїхавши до Санкт-Петербурга, працював різьбярем, виготовляючи гербові печатки для петербурзької аристократії. У 1779 році, з допомогою впливових знайомих, вступив на службу на Санкт-Петербурзький монетний двір. Проте, незабаром виявилось, що, крім гарної техніки, він не володів нічим. За твердженням Федора Толстого, «він не тільки не вмів малювати, але не знав, як потрібно накреслити найпростіший профільний глазок». Повним невігласом він був й у всьому, «що стосувалось наукових знань і відомостей, так само і в образотворчих мистецтвах». Маючи надію заповнити ці прогалини в освіті, у 1783 році Карл Леберехт був відряджений за кордон, де протягом двох років удосконалював свої знання і вміння.
У 1794 році отримав звання академіка Петербурзької академії мистецтв.
У 1799 році прийняв російське підданство і був призначений головним медальєром Санкт-Петербурзького монетного двору, а з відкриттям у 1800 році медальєрного класу при Академії мистецтв, визначений там викладачем. Також був учителем імператриці Марії Федорівни, яка досить майстерно різьбила на камені.
Помер Карл Леберехт у 1827 році в Санкт-Петербурзі.

## Медальєрна діяльність
Карл Леберехт є виконавцем низки медалей, найбільш примітними з яких є: на розділ Польщі, на століття Петербурга, на відкриття Петербурзької біржі, на сторіччя приєднання Риги до Росії, на відкриття Полтавського монумента, на повернення імператора Олександра I з Парижу, а також — на честь: І. І. Бецького, С. К. Грейга, П. Г. Демидова, Г. О. Потьомкіна, О. В. Суворова, О. С. Строганова та інших.
Чимало також вирізано ним на міцних каменях алегоричних та історичних сюжетів.

## Нагороди і почесні звання
- Орден Святої Анни 2-го ступеня.
- Почесний вільний спільник Петербурзької академії мистецтв.
- Почесний член Берлінської академії мистецтв.
- Почесний член Стокгольмської академії мистецтв.

## Вшанування пам'яті
У 1824 році Василем Тропініним написано портрет Карла Леберехта, за який художник отримав звання академіка.